# Populisme
Populisme (van het Latijnse populus, volk) is een manier van communiceren en van politiek bedrijven waarin de centrale tegenstelling die tussen het vermeende volk en de vermeende elite is en waarbij de populist de kant van het volk kiest. Deze begrippen kunnen op verschillende manieren worden ingevuld, zodat er links-populisten, rechts-populisten en diverse andere typen onderscheiden kunnen worden en het populisme is dan ook geen uniforme ideologie. In het algemeen spraakgebruik heeft populisme doorgaans een negatieve bijklank, hoewel er politici en denkers zijn die het als geuzennaam voeren.

## Geschiedenis
Van de 2e tot de 1e eeuw v.Chr. bestond er in Rome in de senaat een politieke fractie die zich populares noemde. Eerste bekende representant was de vermoorde volkstribuun Tiberius Gracchus, 169-133 v.Chr. De populares waren tegen de conservatieve senatoren, de optimates, de patriciërs. Zij vertegenwoordigden de belangen van het gewone volk, het plebs. Julius Caesar was vanwege zijn huwelijk ook deel van de populares en hij  werd steeds geliefder onder het plebs. De term kwam via Frankrijk in Nederland terecht. In augustus 1930 in Frankrijk presenteerden Les Populistes, een groep schrijvers, zich aan het publiek met hun manifest. In 1935 vormde zich in Nederland de groep der Populisten, waaronder Nico Eekman, Jan Strube en Louis Schrikkel, die zich ten doel stelde de kunst te scheppen die voor het volk begrijpelijk is, die tot de volksziel spreekt. De Populisten zochten het in het humoristisch, karikaturaal en naturalistisch uitbeelden van het volksleven: straattaferelen, circussen, kermissen, dansen, muzikanten, straatventers en marktkooplui. Het betrof een apolitieke beweging.
Na 1980 kreeg het begrip opnieuw een politieke gevoelswaarde. Als reactie op de als groeiend ervaren afstand tussen volk en politiek spiegelden sommige nieuwe partijen zich aan 'het volk' als referentie voor het beleid. Ze gaven aan uit naam van de bevolking te spreken, haar wil te kennen en die te willen verwezenlijken.

## Kenmerken
Er zijn verschillende opvattingen over wat populisme is, waardoor het moeilijk is er een sluitende definitie van te geven. Ook wetenschappers als Ghiță Ionescu en Ernest Gellner, Margaret Canovan, Paul Taggart en Gerrit Voerman komen niet met een goede definitie. Wel worden er wezenskenmerken aangewezen, die per auteur kunnen verschillen.
Politicologen kennen kenmerken toe aan populistische politici:
1. afkeer van het partijestablishment (de elite);
2. het volk staat centraal en aan zijn wil wordt constant gerefereerd;
3. charismatisch leiderschap;
4. er wordt een beroep gedaan op eenheid, homogeniteit en vaderlandsliefde.

Cas Mudde benoemt het populisme als een ideologie, die uitgaat van een samenleving die te verdelen valt in twee homogene, tegengestelde groepen: de zuivere mensen tegenover de corrupte elite. De populist zou beweren de wil van de zuivere mens in zijn strijd tegen de corrupte elite te vertegenwoordigen. Ongebruikelijk is dat Mudde het populisme als een politieke ideologie in plaats van een politieke stijl erkent, hoewel hij opmerkt dat populisme vrijwel altijd een gastheer-ideologie nodig heeft (veelal nationalisme of socialisme) die het een ideaal en een richting geeft. Dit is vooral omdat het populisme geen duidelijke economische ideologie aanhangt, waardoor deze partijen snel in stemgedrag kunnen veranderen om te kunnen inspelen op actuele trends.
Taggart noemt drie kenmerken:
1. populisme zet zich af tegen representatieve politiek. Het heeft een afkeer van gevestigde partijen en gevestigde politieke agenda's en gebruiken. Dit is gelijk aan Ten Hoovens eerste punt.
2. populisme maakt gebruik van wat Taggart het heartland noemt: een fictief gebied, dat wordt bewoond door het volk (overigens genoemd naar het werkelijk bestaande American Heartland, de centrale regio van de Verenigde Staten die beschouwd wordt als het productieve gebied van de Amerikaanse natie). Dit volk is een homogene groep mensen die hard werken, oprecht en moralistisch zijn, en die zouden lijden onder het leiderschap van de elite. Normaal zijn deze mensen niet politiek actief, maar ze worden gemobiliseerd door de populist.
3. populisme is een ideologie zonder kernwaarden. Populistische stijl en retoriek kan op alle posities binnen het politieke landschap worden ingezet.

Vaak gebruiken populistische partijen een charismatische leider om populariteit op te bouwen. Politicoloog Kurt Weyland noemt dit zelfs cruciaal voor een populistische strategie. Deze leider kan hierdoor snel van economische en ideologische argumenten wisselen, waardoor deze partij interessant kan zijn voor veel verschillende stemmers van verschillende achtergronden.
Het populisme zet zich af tegen het elitarisme. De eigenschappen die een elite kenmerken, zoals een hoge mate van politieke invloed, lidmaatschap binnen machtige klieken, een hoge mate van academische kwalificatie, een hoge mate van intellectualisme, een hoge mate van beroepsmatige status, en het houden van bepaalde esthetische waardeoordelen, kenmerken het populisme vaak juist niet.
Wel is het belangrijk om een verschil te maken tussen links-populisme en rechts-populisme. Politicologen Otjes en Lauwerse kwalificeren populistische partijen aan de hand van twee kenmerken, deze partijen beweren dat de overheid de wil van het volk moet volgen en dat de overheid dat op dit moment nalaat. Links-populisten focussen hierbij voornamelijk op economische factoren, zoals het argument dat grote bedrijven het moeilijker maken om de wil van het volk te vertegenwoordigen. Rechts-populisten kijken vooral naar externe gevaren, zoals bijvoorbeeld migratie, wat volgens hen schadelijk kan zijn voor landen. Hierbij ligt de nadruk minder op economische factoren dan bij links-populisten, en meer op de gevoelens van het volk. Populisme is dus zeker geen uniforme stroming, maar bestaat uit meerdere sub-stromingen die het zeker niet altijd met elkaar eens zijn.
Soms vervagen de grenzen met politieke ideologieën. Zo is de Italiaanse fascistische dictator Benito Mussolini ook wel aangemerkt als het archetype van een populist.

## Ontstaan
Populisme ontstaat doorgaans wanneer het politieke vertrouwen laag is. Dit gebeurt zodra het volk voelt dat de politiek niet meer hen vertegenwoordigt, maar in plaats daarvan de belangen van de elite. Politicoloog Matthijs Rooduijn beschrijft hierbij vier criteria waardoor populisme succesvol kan worden:
1. Hoge electorale bewegelijkheid
2. De samenkomst van mainstream ideologieën
3. Een (economische) crisis
4. Corruptie

Hoge electorale bewegelijkheid is hier belangrijk omdat dit het makkelijker maakt voor stemmers om te wisselen naar een nieuwe partij. De samenkomst van mainstream-ideologieën is hierbij belangrijk, omdat dit helpt bij het verspreiden van de boodschap dat de elite samenspant tegen de burger. Denk hierbij bijvoorbeeld aan wanneer de VVD wat linksere standpunten inneemt. Dit versterkt de populistische boodschap dat alle partijen toch bijna hetzelfde zijn. Het derde punt, een crisis, is hierbij ook belangrijk, omdat dit de populistische boodschap dat de huidige politieke partijen het volk niet beschermt versterkt. Dit hoeft geen economische crisis te zijn, maar dit kan ook een sociale crisis zijn zoals de Europese vluchtelingencrisis, wat vele populistische partijen gebruikten in hun politieke boodschap. En als laatste, een hoge aanwezigheid van corruptie versterkt het populistische argument dat de elite corrupt is en alleen voor zichzelf dient. Deze criteria zijn niet noodzakelijk voor populisme om te ontstaan, maar versterken wel de kans op succes van populistische partijen.

## Nederland
Volgens de historicus Maarten van Rossem vond de opkomst van het hedendaagse populisme in Nederland relatief laat plaats, volgens hem, omdat een charismatische leider zich niet eerder had aangediend.:38-39 In 1963 kwam boer Koekoek met drie zetels in de Tweede Kamer; 4 jaar later waren er 7, het hoogtepunt.:27 De paarse kabinetten uit de jaren negentig zorgden voor een toenadering van VVD en PvdA, waardoor zowel op de linker als rechter flank ruimte ontstond voor nieuwe politieke bewegingen die zo de sterke opkomst van de Socialistische Partij mogelijk maakte. De VVD liet na om het vertrek van partijleider Frits Bolkestein in 1999 te compenseren door een nieuwe invulling van de rechtervleugel.:18 Deze ruimte maakte de opkomst van Pim Fortuyn mogelijk, wiens partij LPF bij de verkiezingen van 15 mei 2002, negen dagen na de moord op Fortuyn, 26 zetels haalde. Binnen een jaar, bij de verkiezingen van 2003, herstelden de, zoals Van Rossem het noemde normale verhoudingen zich grotendeels; de verhoudingen zoals die bestonden voor de opkomst van SP en LPF.:84 Daarna traden lieden aan die Van Rossem omschrijft als pseudo-Fortuyns: eerst werd Rita Verdonk, VVD-minister uit het tweede kabinet Balkenende, kortstondig het gezicht van het rechtse populisme. In 2006 probeerde Verdonk partijleider te worden, maar legde het bij een ledenraadpleging nipt af tegen Mark Rutte. Nadat ze steeds kritiek leverde op de partij werd ze in 2007 uit de partij gezet en richtte Trots op Nederland op. Aanvankelijk deed ze het goed in de peilingen, maar in de loop van 2008 liepen steeds meer kiezers weg.:91-97 In 2004 stapte Geert Wilders, na onenigheid over de fractiediscipline, uit de VVD, die daarop in 2006 de Partij voor de Vrijheid oprichtte en de belangrijkste populist werd.:99-101
Nederland heeft binnen Europa een redelijke bijzondere positie op het gebied van populisme; namelijk dat er hier al jaren zowel een links-populistische partij, Socialistische Partij (Nederland) als een rechts-populistische partij, Partij voor de Vrijheid, vertegenwoordigd is in de Tweede Kamer. Het stemgedrag van deze partijen illustreert ook dat het populisme geen uniforme stroming is; de SP stemt namelijk meestal mee met andere linkse partijen, waarbij de PVV meestal met de rechtse partijen meestemt.

## Azië en Latijns-Amerika
Populisme als term werd reeds gebruikt voor groepen als de narodniki in Rusland en The people's party in de VS. Deze waren agrarisch georiënteerd. Veel leiders uit de geschiedenis van Latijns-Amerika worden als populistisch gezien. Het populisme kende er zijn hoogtepunt tussen de jaren 30 en 50, toen in tal van landen leiders opkwamen wier regering een sterk persoonlijke inslag had. Vaak probeerden zij hun land op corporatistische wijze te smeden. Voorbeelden zijn Juan Perón in Argentinië, Getúlio Vargas in Brazilië, Lázaro Cárdenas in Mexico, Carlos Ibáñez del Campo in Chili, Manuel Odría in Peru en Arnulfo Arías in Panama. Ayatollah Ruhollah Khomeini, geestelijk en de facto wereldlijk leider van Iran van 1979 tot zijn dood in 1989 was een klassieke populist.

## Discussie
De hierboven aangehaalde kenmerken worden niet door iedereen aanvaard. In de wetenschap bestaat er dan ook een constante discussie over wat het populisme precies inhoudt. Enkele alternatieve omschrijvingen en/of aanvullingen zijn:
- Populisme heeft geen morele en maatschappelijke verantwoording en richt zich niet op het verbinden van de gemeenschap. Het wil de belangen van de eigen groep beschermen tegen en afschermen van andere groepen.
- Er kan ook een onderscheid gemaakt worden tussen links- en rechts-populisme al naargelang dit discours gebruikt wordt door een linkse of rechtse partij, persoon of organisatie.[21] Zo worden zowel de Nederlandse Socialistische Partij (SP) als de Partij voor de Vrijheid (PVV)[21] en de vroegere Boerenpartij vooral door tegenstanders als populistisch bestempeld. Volgens sociaal wetenschapper Koen Vossen is Geert Wilders echter hooguit een halve populist in tegenstelling tot Rita Verdonk die hij wel als een hele populist ziet.[22]
- Links-populisten beweren vaak dat het volk wordt gediscrimineerd of arm wordt gehouden ten gunste van de rijke elite of buitenlandse markten. Rechtspopulisten beweren op hun beurt dat de cultuur en identiteit van de bevolking wordt vervaagd of uitgewist door de komst van mensen met andere nationaliteiten of culturen doordat hun gebruiken in de wet of openbare leven worden opgenomen. Dit noemt men omgekeerde assimilatie.
- In 2008 opperde Sørensen van de partij Leefbaar Rotterdam een Populistische Omroep te beginnen (een uitzondering op het gegeven dat groeperingen en personen die als populisten worden aangemerkt, zichzelf doorgaans niet als zodanig betitelen). Op 20 november 2008 werd bekendgemaakt dat hij voorzitter werd van de Populistische Omroep Nederland (PON), een publieke omroep in wording. Deze omroep heeft niet de benodigde 50.000 leden gehaald.
- De Duits-Amerikaanse politiek filosoof Jan-Werner Müller noemt cruciaal voor de definitie van populisme dat populisten de pretentie hebben dat zij het hele, het echte volk vertegenwoordigen. Die pretentie is volgens hem vals en antidemocratisch. Muller polemiseert in zijn essays met politicologen die wel democratische potentie zien in populisme, zowel van rechts als van links.
- Paus Franciscus veroordeelde in zijn encycliek Fratelli Tutti het populisme. Bij een andere gelegenheid hekelde hij "de ontwrichtende acties van complottheoretici en populisten". [23]

## Populistisch taalgebruik
- de hardwerkende Nederlander, het eigen volk (benadrukken van het volk en gewone mensen)
- nepkabinet, nepparlement, nepdeskundigen (het zich afzetten tegen elites, die als corrupt beschouwd worden)
- tsunami van … (asielzoekers, Roemenen, en anderen), asielprofiteurs, islamisering (tegen toenemende invloed van immigratie en islam op de samenleving)
- graaiers, neo-liberalisme, de rijken steeds rijker en de armen steeds armer, profiteurs, laten de rijken/de bedrijven het maar betalen, rijke stinkerds, socialisme voor de rijken (linkspopulisme tegen vrij ondernemerschap en beter gesitueerden/rijken)